# Arve Tellefsen
Arve Tellefsen (Trondheim, 14 dicembre 1936) è un violinista norvegese.

## Biografia
Quando aveva 6 anni Tellefsen iniziò a suonare il violino in "Trondheims musikkskole" (la scuola di musica di Trondheim). Nel 1955 iniziò i suoi studi presso la The Royal Danish Academy of Music di Copenaghen. Nel 1959 fece il suo debutto nella Universitetets Aula, Oslo.
Tellefsen è uno dei violinisti più apprezzati in Europa e nella sua lunga carriera da solista ha suonato con molte delle più grandi orchestre e direttori del mondo. Ha realizzato numerose registrazioni e ricevuto numerosi premi, tra cui l'Harriet Cohen International Music Award.
Tellefsen ha fondato l'Oslo Chamber Music Festival, che si svolge ogni anno e attira la crema degli artisti internazionali, tra cui Anne Sofie von Otter, Randi Stene, Solveig Kringlebotn, Elizabeth Norberg-Schulz, Barbara Hendricks, Liv Ullmann, Jan Garbarek, Leif Ove Andsnes, Truls Mørk, Yuri Bashmet, Mischa Maisky, Gidon Kremer, Angela Hewitt, Hagen Quartet, Hilliard Ensemble, Jordi Savall, Rolf Lislevand e Maria João Pires. Recentemente ha anche registrato Edvard Grieg: Sonate complete per violino con il pianista Håvard Gimse nella casa di Grieg, Troldhaugen. La sua ultima registrazione è la musica del famoso violinista e compositore norvegese Ole Bull (1810-1880).

## Collaborazioni
Tellefsen è noto per le collaborazioni con direttori come Mariss Jansons, Arvid Jansons, Herbert Blomstedt, Gary Bertini, Evgeny Svetlanov, Bryden Thomson, Neeme Järvi, Esa-Pekka Salonen, Paavo Berglund, Vladimir Ashkenazy, Walter Weller e Zubin Mehta. Nel Regno Unito è apparso con la Royal Philharmonic, la London Philharmonic, la The Hallé, la BBC Scottish Symphony Orchestra, la BBC Welsh Orchestra, la Liverpool Philharmonic e la Royal Scottish National Orchestra

## 1984 emergenza aerea
Nel febbraio 1984 partecipò a un'evacuazione di emergenza su un volo SAS che finì in mare al largo dell'aeroporto JFK.
Sebbene avesse ricevuto l'ordine di lasciare i propri beni, si rifiutò di abbandonare il suo inestimabile violino Guarneri mentre facevano l'evacuazione su una zattera gonfiabile.
Gli evacuati dovettero remare dall'aereo con le mani nude e, a causa della mancanza di remi, sorsero diversi suggerimenti (anche se per lo più per scherzo) di usare il prezioso strumento come sostituto del remo.

## Premi e riconoscimenti

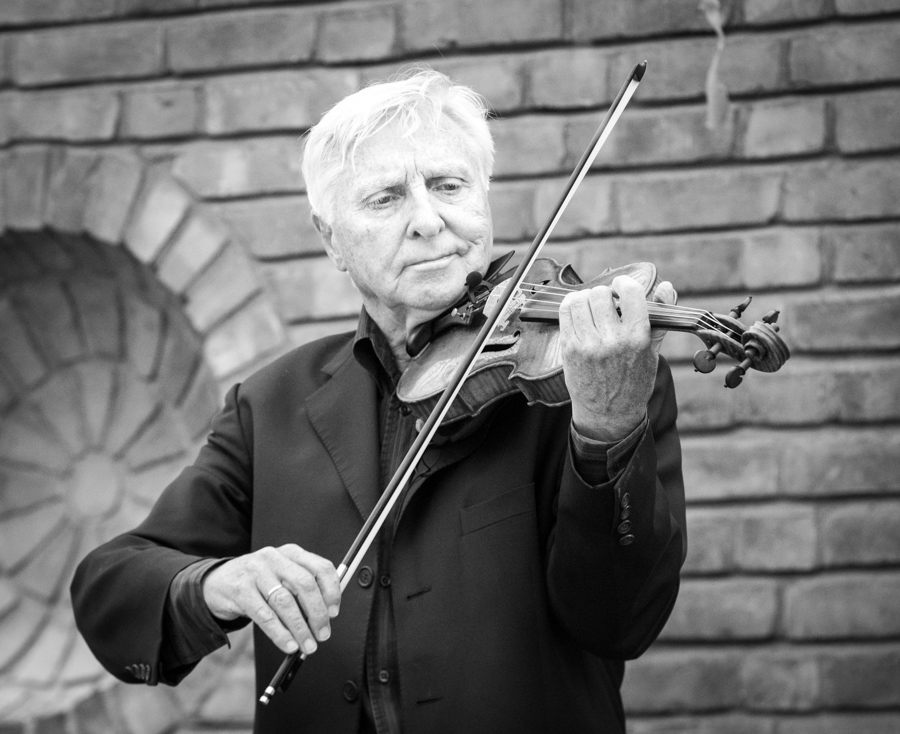
Arve Tellefsen mentre suona, 2017

- 1956: Knight of Polyhymnia, l'ordine della Symphony Orchestra presso la Student Society di Trondheim..
- 1956: «Princess Astrid Musical Award»
- 1962: Harriet Cohen International Music Award, London
- 1968/1969: Premio della Critica musicale
- 1973: «Premio Grieg»
- 1975: Premio Festspill Festspillene i Bergen
- 1977: «Contea Sør-Trøndelag Premio per la Culture»
- 1977: Spellemannprisen in Open class, per il Sindings fiolinkonsert/du milde Mozart
- 1978: «This years 'Peer Gynt'»
- 1980: Spellemannprisen nel corso Musica classica/ Musica Contemporanea per Serenade
- 1983: Gammlengprisen 1983 nel corso Musica classica
- 1986: Spellemannprisen nel corso Musica classica / Musica Contemporanea per Grieg sonater for fiolin/klaver og cello/klaver insieme con Eva Knardahl (pianoforte), Aage Kvalbein (violondcello) e Jens Harald Bratlie (piano)
- 1988: Spellemannprisen in Open class, per l'album Pan
- 1988: Nominato membro della Royal Swedish Academy of Music
- 1994: Premio per la cultura Città di Oslo
- 1994: Nominato «Commendatore dell'Ordine di Sant'Olav»
- 1996: Norsk kulturråds ærespris
- 1996: Dottore delle arti honoris causa NTNU (Dottorato onorario presso l'Università norvegese di Scienza e Tecnologia di Trondheim)
- 1997: Cittadino Onorario di Trondheim nel 1997, fu eretta una statua di Tellefsen
- 2004: «Premio Fartein Valen»
- 2004: «Premio Ole Bull»
- 2005: Nominato «Commendatore dell'Ordine di Sant'Olav»
- 2007: «Premio per la cultura Anders Jahres»
- 2009: Ricevuto una Laurea honoris causa alla Norwegian Academy of Music.[5]

## Discografia selezionata

### Album come solista
- 1988: Pan (Norsk Plateproduksjon)
- 1992: Intermezzo (Grappa Music)
- 1995: Arco (Grappa Music)

### Come solista
- 1964: Air Norvegen (Philips Records), con Robert Levin
- 1967: Fartein Valen: Violin Concerto op. 37, con Bergen Philharmonic Orchestra, direttore d'orchestra: Karsten Andersen
- 1973: Schostakowitsch: Violinkonzert Op. 77 (BASF), con la Schwedisches Radio-Sinfonie-Orchester, direttore d'orchestra: Gary Bertini
- 1974: Johan Svendsen: Fiolinkonsert, Op. 6 / Cellokonsert, Op. 7 (Norsk Kulturråds Klassikerserie), con Hege Waldeland (violoncello), Filharmonisk Selskaps Orkester, Musikselskabet «Harmonien»'s Orkester, direttore d'orchestra: Karsten Andersen
- 1977: Christian Sinding, Konsert For Fiolin Og Orkester Nr. 1, Op. 45 / Suite For Fiolin Og Orkester Op. 10 / Legende For Fiolin Og Orkester Op. 46 (Norsk Kulturråds Klassikerserie), con Filharmonisk Selskaps Orkester, direttori d'orchestra: Okko Kamu & Kjell Ingebretsen
- 1979: Johan Daniel Berlin: Fiolinkonsert - 2 Symfonier - 4 Menuetter (Norsk Kulturråds Klassikerserie), con Kjell Jønnum (tromba) Gayle Mosand (harpsichord) & musicians from «Trondheim Kammerorkester», direttore d'orchestra: Arve Tellefsen
- 1980: Ole Bull: En Jubileumskonsert Med Kjente Og Ukjente Komposisjoner Inkl. «Sæterjentens Søndag» (Norsk Kulturråds Klassikerserie), con Musikkselskabet «Harmonien»'s Orkester, direttore d'orchestra: Karsten Andersen
- 1986: Edvard Grieg: Fiolinsonate Nr. 1 I F-Dur, Opus 8 / Fiolinsonate Nr. 2 I G-Dur, Opus 13 (Norsk Kulturråds Klassikerserie), con Eva Knardahl (pianoforte)
- 1986: Edvard Grieg: Fiolinsonate Nr. 3 I C-Moll, Opus 45 / Cellosonate I A-Moll, Opus 36 (Norsk Kulturråds Klassikerserie), con Eva Knardahl (Grand Piano), Aage Kvalbein (violoncello) & Jens Harald Bratlie (Grand Piano)
- 1989: Edvard Grieg: Violin Sonatas (Norsk Kulturråds Klassikerserie), con Eva Knardahl (piano)
- 1991: Schostakowitsch: Chamber Works (BIS)
- 1993: Schostakowitsch: Violin Concerto no. 1 op. 99 / Bach: Violin Concerto in E major (Grappa Music), con la Royal Philharmonic Orchestra, direttore d'orchestra: Paavo Berglund
- 1994: Carl Nielsen: Fiolinkonsert op. 33 (Virgin Classics), con la Royal Philharmonic Orchestra, direttore d'orchestra: Sir Yehudi Menuhin
- 1994: Ludwig van Beethoven: Fiolinkonsert op. 61, Max Bruch: Fiolinkonsert op. 26 (Grappa Music), med London Philharmonic Orchestra, direttore d'orchestra: Vernon Handley
- 1995: Jean Sibelius: Violin Concerto in D minor, Op. 47 (Simax Classics), con la Royal Philharmonic Orchestra, direttore d'orchestra: Paavo Berglund
- 1997: Stille Natt (Sony Classical), con Nidarosdomens Guttekor, direttore d'orchestra: Bjørn Moe
- 1997: Arne Nordheim: Violin Concerto (Sony Classical), Oslo Filharmoniske Orkester, direttore d'orchestra: Christian Eggen
- 1999: Nielsen: Violin Concerto; Symphony No 4 (Simax Classics), con Royal Philharmonic Orchestra, direttore d'orchestra: Sir Yehudi Menuhin
- 1999: Edvard Grieg: Samlede Fiolinsonater (Sony Classical), con Håvard Gimse (pianoforte)
- 2006: Aria (Simax Classics), con Nidarosdomens Guttekor
- 2008: Nielsen: Symphony No. 5 - Concertos - Wind Quintet, con la Danish Radio Symphony Orchestra, direttore d'orchestra: Rafael Kubelík
- 2010: Ole Bull: Arve Tellefsen Plays Ole Bull (Simax Classics), con la Trondheim Symphony Orchestra, direttore d'orchestra: Eivind Aadland

### Esecuzioni in collaborazione
- 1977: Du Milde Mosart! (NorDisc), con Knutsen & Ludvigsen e «Bakklandet Bassangforening»

### Raccolte
- 1992: Musikken Inni Oss / Nattønsker (Sonet Records), con Sigmund Groven
- 2001: Nielsen / Vaughan Williams: Symphonies & Concertos (Virgin Classics), con Markham, Broadway & the Royal Philharmonic Orchestra, direttore d'orchestra: Yehudi Menuhin[6]